# توماس کلیری
توماس کلیری (انگلیسی: Thomas Cleary؛ ۱۹۴۹  – ) مؤلف، مترجم پرکار اهل ایالات متحده آمریکا بود. او بیش از ۸۰ کتاب مربوط به آثار کلاسیک آیین بودایی، تائوئیسم، کنفسیوس‌گرایی و اسلام و هنر رزمی را ترجمه کرد.